# (5725) Nördlingen
(5725) Nördlingen ist ein Asteroid des Hauptgürtels, der am 23. Januar 1988 von der US-amerikanischen Astronomin Carolyn Shoemaker am Palomar-Observatorium (IAU-Code 675) auf dem Gipfel des 1706 Meter hohen Palomar Mountain etwa 80 Kilometer nordöstlich von San Diego entdeckt wurde. Heute gehört das Observatorium zum Caltech, dem California Institute of Technology.
Der Himmelskörper gehört zur Hansa-Familie, einer nach (480) Hansa benannten Gruppe von Asteroiden.
(5725) Nördlingen wurde nach der Großen Kreisstadt Nördlingen benannt. Der durch die Verheerungen des Dreißigjährigen Krieges und Verlagerung der Handelsrouten verursachte wirtschaftliche Bedeutungsverlust und Stillstand trugen zur weitgehenden Erhaltung des mittelalterlichen Stadtbildes bei und machten Nördlingen letztlich zu einem Ziel des Kulturtourismus.